# Mad World
«Mad World» (укр. Божевільний світ) — пісня британського гурту Tears for Fears, написана Роландом Орзабалом і виконана Куртом Смітом. Це був третій реліз синглу гурту і перший хіт у чартах, який досяг третього місця в UK Singles Chart у листопаді 1982 року. У 1983 році «Mad World» і його сторона Б, «Ideas as Opiates», увійдуть у дебютному альбомі гурту The Hurting. 

## Кавер-версії
Два десятиліття по тому пісня отримала безліч кавер-версій, найпомітнішою серед яких є версія Майкла Ендрюса та Гаррі Джулса, записана як саундтрек до фільму «Донні Дарко» у 2001 році. Ця версія посіла перше місце у Великій Британії у грудні 2003 року, і також стала міжнародним хітом.

## Чарти

### Тижневі чарти
| Чарт (1982–1983)                                           | Найвища позиція |
| ---------------------------------------------------------- | --------------- |
| Australia (Kent Music Report)                              | 12              |
| Ірландія (IRMA)                                            | 6               |
| Нова Зеландія (RIANZ)                                      | 25              |
| South Africa (Springbok Radio)                             | 2               |
| Велика Британія (UK Singles Chart)                         | 3               |
| Федеративна Республіка Німеччина (Чарти GfK Entertainment) | 21              |

### Чарти на кінець року
| Чарт (1982)      | Позиція |
| ---------------- | ------- |
| UK Singles (OCC) | 12      |

| Чарт (1983)                   | Позиція |
| ----------------------------- | ------- |
| Australia (Kent Music Report) | 93      |